# El Macuchi
El Macuchi är en ort i Mexiko.   Den ligger i kommunen Atengo och delstaten Jalisco, i den centrala delen av landet, 500 km väster om huvudstaden Mexico City. El Macuchi ligger 1 500 meter över havet och antalet invånare är 173.
Terrängen runt El Macuchi är huvudsakligen kuperad, men den allra närmaste omgivningen är platt. El Macuchi ligger nere i en dal. Runt El Macuchi är det glesbefolkat, med 13 invånare per kvadratkilometer. Närmaste större samhälle är Soyatlán del Oro, 8,7 km söder om El Macuchi. I omgivningarna runt El Macuchi växer huvudsakligen savannskog.